# Виљујски рејон
Виљујски рејон или Виљујски улус (рус. Вилюйский район) је један од 34 рејона Републике Јакутије у Руској Федерацији. Налази се на западу Јакутије и заузима површину од 55.200 км². 
Најважнија ријека је Виљуј са многобројним притокама.
Административни центар је град Виљујск (рус. Вилюйск). 
Укупан број становника рејона је 25.187 (2010).
Већину становништва чине Јакути (83%). Остало су Руси, Украјинци, Татари, Евенки и Евени.